# BT-43
De BT-43 was een Fins pantserinfanterievoertuig prototype op basis van een van de vele veroverde BT-7 tanks. Er is één voertuig geproduceerd in 1943. Deze is getest, maar vanwege onbevredigende resultaten weer gesloopt.

## Ontwikkeling
In mei 1943 werd de beslissing gemaakt om een transportvoertuig te ontwerpen op basis van de BT-7 tank. In de Winteroorlog en Vervolgoorlog waren vele van deze tanks buitgemaakt. De bedoeling was om in totaal twintig BT's om te bouwen, maar dit werd later verminderd naar veertien stuks. In eerste instantie werd er één prototype gebouwd, met het nummer Ps.611-1, in november 1943. Het ontwerp was in principe het chassis en de romp van de BT-7, maar de toren en bewapening werden verwijderd. In plaats daarvan werd er een houten platform op de tank gemonteerd. Aan de achterzijde werd een klep vervaardigd voor de vergemakkelijking van laden en lossen. Het was niet de bedoeling om het voertuig alleen te gebruiken voor het vervoer van infanterie, maar ook voor het transport van goederen, zoals munitie en voedsel.
De tests bleken geen bevredigende resultaten af te werpen, want het voertuig werd niet in productie genomen. Het enige prototype werd in mei 1945 gesloopt.